# Bobby Böhmer
Gerhard "Bobby" Böhmer (Wenen, 5 augustus 1947 - Lodelinsart, 24 oktober 2019) was een Oostenrijks voetballer, hij is vooral bekend in België voor zijn vele jaren bij Sporting Charleroi. Böhmer was een middenvelder. 

## Clubcarrière
Böhmer begon zijn carrière in Oostenrijk. Hier speelde hij bij de oudste club van het land, First Vienna FC. Men speelde op dat moment nog in de Eerste klasse van Oostenrijk. In 1968 vertrok hij na 3 jaar met gelimiteerde speelkansen naar SK Admira Wien. Hier was hij 2 seizoenen lang basisspeler. Na deze 2 seizoenen vertrok hij naar België. Hier ging hij voor Sporting Charleroi spelen. Bij De Zebra's werd Böhmer een ware clublegende. Hier was hij 8 jaar titularis en kreeg hij aanbiedingen om naar grotere clubs zoals RSC Anderlecht, RWD Molenbeek. Hij had echter een probleem; Böhmer was een heus feestbeest. Zo was hij in 1975 kort bij een overeenkomst met RWD Molenbeek, hij kwam echter aan met whisky tijdens de onderhandelingen. Dit apprecieerde RWD Molenbeek echter niet, met als gevolg dat men de onderhandelingen afblies. Dit soort taferelen leverde hem de bijnaam "De Roger Claessen van Charleroi" op. 
In 1978 vertrok Böhmer naar rivaal Olympic Charleroi, men kwam ondertussen echter uit in tweede klasse en had na 1963 nog maar 2 seizoenen in eerste klasse gespeeld. Bobby bleef hier spelen tot 1981, toen men voor het eerst in 45 jaar aan ging treden in derde klasse.

## Overlijden
Böhmer stierf op 24 oktober 2019, nadat hij de week ervoor zijn buurman had verdedigd tijdens een burenruzie in zijn woonplaats Lodelinsart, een deelgemeente van Charleroi. Hij had enkele rake klappen gekregen maar vond het niet nodig om naar het ziekenhuis te aan. Naderhand bleek dat hij zich op verschillende plekken had gekneusd. De buurman die hem deze klappen had uitgedeeld zei echter dat hij Bobby maandag 21 oktober nog in zijn auto had zien stappen en zien wegrijden. Toch overleed Bobby in de nacht van donderdag op vrijdag (24-25 oktober 2019) in het ziekenhuis van Lodelinsart.

## Trivia
- Böhmer had op zijn 17e een relatie met een 38-jarige prostituee.
- Böhmer investeerde na zijn carrière in de horeca, dit liep echter mis waardoor hij bijna altijd zonder geld zat.
- Böhmer ging in de jaren negentig bij een caféploeg in de provinciale reeksen spelen. Bij winst kreeg men 3000 frank (omgerekend zo'n 75 Euro). Hij bleef na de wedstrijd in de kantine totdat deze hele premie opgedronken was.